# Lithobius noctivagus
Lithobius noctivagus är en mångfotingart som beskrevs av Luis Serra 1983. Lithobius noctivagus ingår i släktet Lithobius och familjen stenkrypare.
Artens utbredningsområde är Spanien. Inga underarter finns listade i Catalogue of Life.